# Eastchester (Nowy Jork)
Eastchester – miasto w Stanach Zjednoczonych, w stanie Nowy Jork, w hrabstwie Westchester.